# Арцахбанк
ЗАО «Арцахбанк» (арм. Արցախբանկ) — закрытое акционерное общество, выполняющее финансово-банковские функции в Армении. Он лицензируется и контролируется Центральным банком Армении.

## История
«Арцахбанк» был образован в форме закрытого акционерного общества на основе Центрального банка и Сбербанка непризнанной Нагорно-Карабахской Республики. Получил генеральную лицензию Центрального банка Республики Армения от 31.10.96. С 2000 года «Арцахбанк» является акционером общества «Армениан кард» и его полноправным членом, имеющим право обслуживать четыре товарных знака. С 2001 года банк выпускает и обслуживает карты ArCa Classik и ArCa Debit.
В 2003 году банк присоединился к международной системе денежных переводов SWIFT, а с 2004 года является полноправным членом платежной системы MasterCard International, обслуживая международные карты и осуществляя банковские переводы по всему миру. С 2008 года «Арцахбанк» совместно с правительством НКР осуществлял целевые программы по развитию экономики республики и стимулирование ипотечного кредитования.
За период с 2001 по 2011 год общие активы банка увеличились в 10 раз, объемы кредитных вложений — в 13 раз, общий капитал — в 9 раз. Своему развитию банк обязан, в том числе, известным бизнесменам армянской диаспоры Вардану Сирмакешу и Грачу Каприеляну, принявшим активное участие в его деятельности.

## Финансовые показатели
По состоянию на 2011 год, общие активы карабахского банка достигли 65 млрд. драмов (примерно $175 млн), объемы кредитных вложений составили 40 млрд. драмов (примерно $108 млн), общий капитал — 11,5 млрд. драмов (примерно $31 млн).
В том же году «Арцахбанку» принадлежало 100 % рынка пластиковых карт в НКР (21 тыс. держателей), а ежегодный оборот посредством пластиковых карт составлял 30 млрд. драмов (примерно $81 млн), обеспечивая банку по данному показателю 7-е место в банковской системе Армении.

## Отделения
У банка имеется 7 отделений в Ереване. По данным на 31 октября 2024 г. Банк имеет 254 сотрудника..